# Acadèmia Africana de les Llengües
L'Acadèmia Africana de les Llengües (en francès: Académie africaine des langues) és una entitat fundada el 2001 per Alpha Oumar Konaré per al foment de les llengües parlades a l'Àfrica i finançada per la Unió Africana. El president actual és Francisco Sozinho Matsinhe i la seu es troba a Mali. L'acadèmia és membre de la UNESCO i la Francofonia.
La institució mira d'introduir les llengües tradicionals a l'ensenyament i que s'usin per a l'intercanvi entre països, així com en fòrums internacionals (on usualment s'havien usat els idiomes colonials). Publica periòdicament recomanacions sobre política lingüística per als estats membres.